# Max Braun (Ingenieur)
Wilhelm Max Braun (* 25. Oktober 1890 in Schillgallen, Landkreis Heydekrug, Ostpreußen; † 6. November 1951 in Frankfurt am Main) war ein deutscher Ingenieur, Erfinder und Unternehmer.

## Leben
Braun gründete am 1. Februar 1921 in Frankfurt-Bockenheim in der Jordanstraße 12 die Keimzelle des späteren Elektrogeräteherstellers Braun. Das Unternehmen wurde am 1. Juni 1921 in das Handelsregister eingetragen.

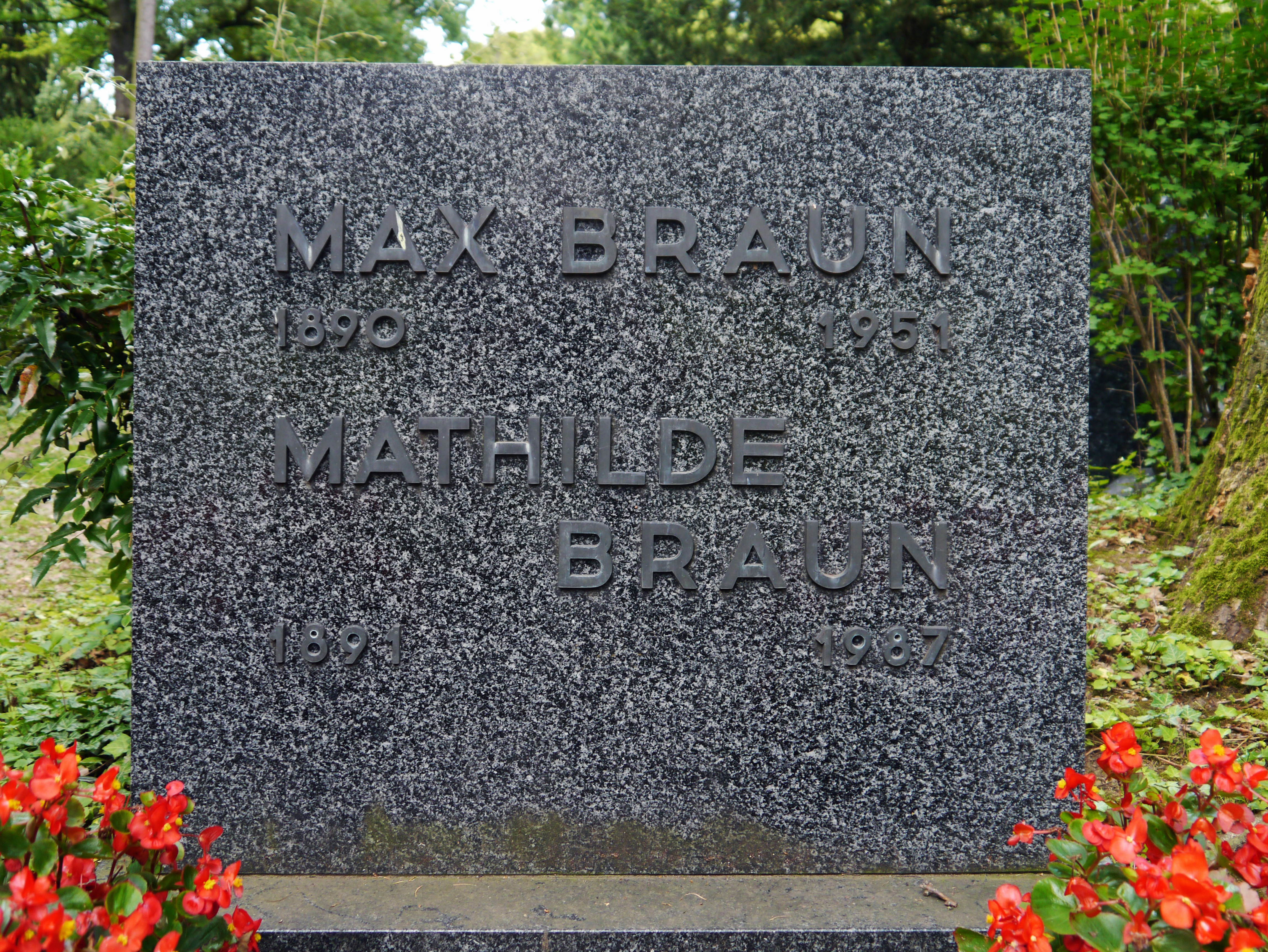
Das Grab von Max und Mathilde Braun auf dem Bockenheimer Friedhof

Er starb 1951 plötzlich an einem Herzinfarkt. Nach seinem Tod wurde das Unternehmen von seinen Söhnen Artur (1925–2013) und Erwin (1921–1992) übernommen und erfolgreich weitergeführt. 1967 verkauften diese das Unternehmen für 200 Millionen DM an das US-Unternehmen The Gillette Company, das wiederum 2005 von dem US-Konzern Procter & Gamble übernommen wurde. 
Beide Söhne gründeten 1961 ein schweizerisches Unternehmen, das zunächst als Zulieferer für Braun Elektrogeräte agierte. 1999 erfolgte die Umbenennung des schweizerischen Unternehmens in Maxon, das als Kurzform von Max-Sohn auf den Sohn (bzw. die Söhne Artur und Erwin) von Max Braun anspielt.